# MechAssault
MechAssault é um jogo de tiro lançado para o Xbox notável por ser um dos primeiros jogos a oferecer suporte ao multijogador online do Xbox Live. Desenvolvido pela Day 1 Studios e FASA Studio e publicado pela Microsoft, MechAssault foi iniciado quando Denny Thorley da Day 1 Studios abordou Jon Kimmich da Microsoft sobre o desenvolvimento de um jogo BattleTec original construído do zero para oferecer suporte ao jogo de console. "MechAssault" foi lançado em novembro de 2002. Uma sequência, MechAssault 2: Lone Wolf, foi lançada em 28 de dezembro de 2004. Ambos os jogos se passam no universo fictício BattleTech.

## Trama
MechAssault se passa no universo BattleTech, um universo de ficção científica que geralmente gira em torno de batalhas campais entre máquinas andantes pilotadas por humanos, fortemente armadas e blindadas, chamadas BattleMechs. O enredo do jogo se concentra em um planeta habitado chamado Helios no domínio da Inner Sphere, uma poderosa coalizão de facções rivais no controle de grandes áreas do espaço. O jogador é um piloto BattleMech (referido ao longo do jogo simplesmente como "Capitão" ou "MechWarrior") a serviço de uma organização mercenária de elite chamada Wolf's Dragoons. A nave do jogador é contratada para investigar a cessação das comunicações do planeta Helios. A nave dos Dragoons, a Icarus, chega ao planeta e é abatida ao entrar na atmosfera, fazendo com que a nave caia na superfície de Helios. Mais tarde, o jogador descobre que um culto desonesto adorador de tecnologia conhecido como Word of Blake invadiu e conquistou Helios, e está sob o governo de um fanático de punho de ferro chamado Commander Strader. O jogo segue o jogador enquanto, comandado pela oficial de elite Major Natalia e auxiliado pelo inepto técnico Tenente Foster, eles lutam contra as forças militares do culto, auxiliam na libertação do planeta do governo Word of Blake e assassinam o Commander Strader.

## Multijogador
MechAssault foi um dos primeiros jogos no Xbox a apresentar a capacidade de ser jogado no serviço Xbox Live. "MechAssault" incluía muitos dos serviços básicos do Live que agora são considerados padrão em qualquer videogame habilitado para Live. Esses recursos incluíam opções para encontrar e criar partidas online, como a comum "Quick Match", que permite que um jogador encontre uma partida online rapidamente, independentemente das qualificações. Para jogadores que queriam entrar em um tipo específico de sessão online do MechAssault hospedada por outro jogador, "Optimatch" permitia que o jogador especificasse os critérios para a sessão que deseja entrar. O jogador também podia criar e hospedar uma sessão online do MechAssault. Depois que o jogador definisse todas as características de um jogo, ele poderia convidar outros jogadores de sua lista de amigos ou deixar vagas abertas para qualquer jogador online entrar na batalha.
MechAssault tinha vários modos de combate nos quais os jogadores podiam se envolver, geralmente baseados em formas comuns de jogos competitivos online. No modo Grinder (somente jogo local), o jogador tenta sobreviver à medida que mais e mais 'Mechs são gerados na batalha. Este modo pode ser jogado com um ou dois jogadores. No modo Destruction, o jogador pode escolher um 'Mech e lutar até a morte em deathmatch ou team deathmatch. O jogador ou equipe com mais mortes vence. Last Man Standing é um jogo livre para todos sem respawning como um mech. Uma vez que um jogador morre, ele reaparece como um soldado de infantaria desarmado. A jogabilidade pode ser deathmatch ou team deathmatch. Capture the flag é um jogo baseado em equipe onde a equipe adversária aparece em extremidades opostas do mapa e tenta "Capturar" a bandeira inimiga sem abrir mão da sua.
Um metagame bastante comum durante o auge da popularidade online era conhecido como "Elemental". Uma partida Last Man Standing, "Elemental" viu apenas um jogador escolher um Mech enquanto todos os outros escolheram a armadura móvel Elemental, uma classe jogável muito menor e mais fraca. Isso foi decidido pelos jogadores no chat de voz antes do início do jogo. Mais tarde, foi lançado como um tipo de jogo oficial conhecido como "Giant Killers".

## Recepção
O jogo recebeu "críticas geralmente favoráveis" de acordo com o site de agregação de análises Metacritic. Jeff Gerstmann, da GameSpot, disse: "Se você vai comprar um jogo com seu kit inicial do Xbox Live, MechAssault é o único a obter." No Japão, onde o jogo foi portado para lançamento em 12 de junho de 2003, a Famitsu deu a ele uma pontuação de 28 de 40.
Em julho de 2006, o jogo vendeu 750.000 unidades e arrecadou US$ 26 milhões nos EUA. A NextGen o classificou como o 85º jogo mais vendido lançado para PlayStation 2, Xbox ou GameCube entre janeiro de 2000 e julho de 2006 naquele país. As vendas combinadas da série MechAssault atingiram 1,1 milhão de unidades.
GameSpot nomeou-o o melhor jogo de Xbox de novembro de 2002, e mais tarde lhe concedeu o prêmio anual de "Melhor Jogo Online no Xbox", "Melhor jogo de tiro no Xbox", e no geral "Jogo do Ano no Xbox". Foi vice-campeão nas categorias "Melhor Som" e "Melhores Gráficos (Técnicos)" da publicação.